# Карл, Артур Генрихович
Артур Генрихович Карл (род. 1928, Голый Карамыш — 9 февраля 2004, Энгельс) — общественный деятель, политик, руководитель немецкой общины г. Энгельса.

## Биография
Родился в 1928 году в Республике немцев Поволжья, в одной из немецких колоний Голый Карамыш (ныне — Красноармейск). В 1938 году семья переехала в г. Энгельс. Мать Артура Карла стала заведующей отделом социального обеспечения в правительстве АССР немцев Поволжья. В 1941 году отец Артура Карла был выбран председателем Немпищепромсоюза.
3 сентября 1941 году семья была депортирована в г. Абакан Красноярского края.
После многолетней ссылки Артур Карл вернулся в г. Энгельс, где прошёл путь от электросварщика до начальника капронового производства на комбинате «Химволокно». По настоянию врачей после инфаркта в 1973 году Артур Карл оставил руководящую работу, перейдя на должность рабочего.
В марте 1989 года в г. Энгельсе под влиянием роста национального самосознания советских немцев возник клуб «Нойес Лебен» («Новая жизнь»), активным участником, а затем и председателем которого становится Артур Карл. На базе этого клуба в мае было создано, а затем и зарегистрировано энгельсское общество советских немцев «Возрождение». Артур Карл — один из идеологов I съезда немцев СССР (1990). Он был депутатом горсовета.
Одним из наиболее ценных достижений своей жизни А. Карл считал создание центров немецкой культуры.

## Память
- Международным союзом немецкой культуры (Москва) в 2011 году учреждён грант в области общественной деятельности им. Артура Карла. Номинанты на грант — знаковые имена немцев России.